# 鮑爾斯鎮區 (明尼蘇達州卡斯縣)
鮑爾斯鎮區（英語：Powers Township）是一個位於美國明尼蘇達州卡斯縣的行政鎮區。

## 人口
根據2020年美國人口普查的數據，鮑爾斯鎮區的面積為91.50平方千米，當中陸地面積為74.30平方千米，而水域面積為17.20平方千米。當地共有人口811人，而人口密度為每平方千米9人。